# ولاية سكيكدة

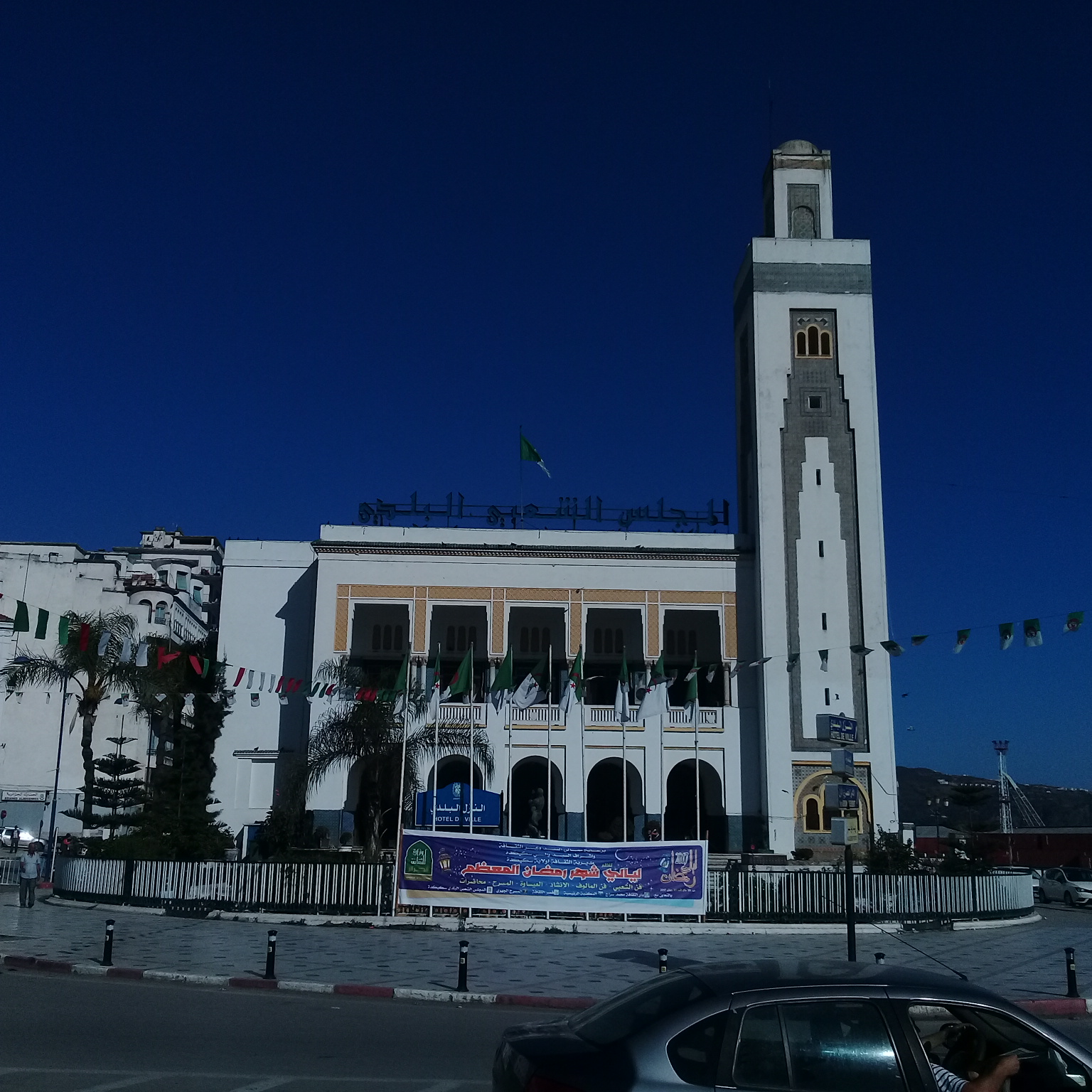
دار البلدية

ولاية سكيكدة، وعاصمتها سكيكدة، تقع شرق الشريط الساحلي الجزائري علي امتداد 140 كلم تقريبا حيث يحدها البحر الأبيض المتوسط شمالا ولاية عنابة شرقا، وولاية جيجل غربا، ويحدها من الجنوب كل من ولاية قسنطينة، ولاية قالمة، وولاية ميلة، تقدر مساحتها بـ 4137.68 كلم² فيما يتجاوز عدد سكانها 1095666 نسمة.

## الموقع الجغرافي
تقع ولاية سكيكدة في الشمال الشرقي للجزائر وبالتالي فهو موقع استراتيجي خاصة أنه يطل على واجهة حوض البحر الأبيض المتوسط.
حدودهـــــــــا: يحد الولاية من الشمال البحر الأبيض المتوسط، ومن الجنوب ولايتي قسنطينة وميلة، أما شرقا فيحدها عنابة وقالمة، وغربا ولاية جيجل.

## المناخ
يسود ولاية سكيكدة مناخ حوض البحر الأبيض المتوسط، والذي يتميز بشتاء دافئ ممطر، وبصيف حار جاف، فترة التساقط تبدأ من شهر أكتوبر إلى غاية شهر مارس.
فترة الاعتدال والجفاف تبدأ من شهر أفريل إلى غاية شهر سبتمبر، تتلقى الولاية كمية معتبرة من الأمطار إذ تقدر نسبة التساقط السنوي 730 ملم.
كما يتأثر محيط ولاية سكيكدة من حيث درجة الحرارة وذلك باختلاف مناطقها فمثلا نجد أن المنطقة الغربية (القل) تتلقى كمية كبيرة من التساقط وذلك لوجود الغطاء النباتي بكثرة (غابات الفلين……..) وتكون درجة حرارتها متوسطة أين يوجد النسيم العليل.
أما الجهة الشرقية فتتأثر بالحرارة لأن أغلب أراضيها مستوية وتقل بها الغابات فمثلا نجد منطقة المرسى تبلغ بها درجة الحرارة في المتوسط الشهري 31 ° ومنطقة عزابة 30 °.

## الوسط الطبيعي
تتميز ولاية سكيكدة بتنوع تضاريسها وذلك بحسب تكوينها الجيولوجي ومن أهم هذه التضاريس:
- الجبال: تنتشر أساسا في المنطقة الغربية منها جبال القل إذ تتميز بالارتفاع وشدة انحدارها، كما تسود المناطق الجنوبية للولاية منها جبال التوميات بمنطقة الحروش، ومن أهم المرتفعات الجبلية الموجودة على مستوى الولاية:
- جبال سيدي إدريس بارتفاع يقدر ب 1364 م وهو أعلى قمة.
- جبال حجر شواط بارتفاع يقدر ب 1220 م.
- جبال الغوفي بارتفاع يقدر ب 1183 م.
- جبال السطيحة بارتفاع يقدر ب 572 م.
- جبال تامغوث بارتفاع يقدر ب 649 م.
- جبل عبد الهادي بارتفاع يقدر ب 546 م.
- جبال فلفلة بارتفاع يقدر ب 586 م.

### السهول
تتمتع ولاية سكيكدة بطابع سهلي متميز يمتد بمر سهل صفصاف جنوبا والذي يمر عبر بلديات الولاية منها الحروش – صالح بوالشعور، رمضان جمال وشرقا عبر بلدية الحدائق حتى بلدية سكيكدة شمالا، ويتميز بزراعة الكروم، الحبوب والأشجار المثمرة.
- سهل وبلي: يمتد من بلدية أم الطوب في بلدية تمالوس شمالا تنتشر به زراعة الخضر والفواكه.
- سهل واد الكبير: يمتد من بلدية السبت جنوبا حتى بلدية جندل شمالا مرورا ببلدية عزابة وبلدية بكوش لخضر شرقا، تنتشر فيه زراعة الفواكه والمنتوجات الصناعية (كالطماطم).

## السدود
يوجد بولاية سكيكدة سدود ذات أهمية كبيرة ترجع إلى عهد الاستعمار وما بعد الاستقلال تستغل في تغطية حاجات المواطنين من الماء الشروب وكذلك الري ومن أهم هذه السدود:
- سد زردازة: أنجز هذا السد بين عامي 1929 و1945، يزود مدينة سكيكدة والمنطقة الصناعية بالمياه، سعته 54 مليون م3 يسمح بسقي 1800 هـ من الأراضي الزراعي.
- سد قنيطرة: أنجز هذا السد بين عامي 1978 و1984، يزود مدينة سكيكدة والمنطقة الصناعية بالمياه الصالحة للشرب سعته 120م.م3 يضمن بالموازاة مع سد زردازة سقي سهل الصفصاف.
- سد بني زيد: انتهت به الأشغال في الآونة الأخيرة، يقع في ضواحي بلدية القل، موجه لتغطية احتياجات سكان مدينة القل بالمياه الصالحة للشرب سعته 40م.م3 يسمح بسقي

1500هـ من الأراضي الزراعية.
- سد زيت المنبع: انتهت به الأشغال مؤخرا يقع في بلدية بكوش لخضر، موجه لتغطية احتياجات سكان منطقة عزابة بالمياه الصالحة للشرب، وكذلك سكان بلدية رمضان جمال وبلدية سكيكدة سعته 46 م.م3، يسمح بسقي منطقة زيت المنبع (7000 هـ).

## التاريخ

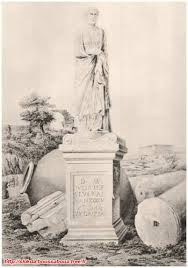
تمثال روسيكادا

يعود تاريخ سكيكدة إلى العهد الفينيقي عندما قام المستعمرون الفينيقيون ما بين القرنين الـ11 و12 ق.م بتأسيس عدد من المستعمرات المرفئية التجارية في المنطقة مثل تصفتصف (الصفصاف) نسبة لأشجار الصفصاف، وبعد هزيمة قرطاجة في الحرب البونيقية الثانية (218-202 ق.م) أصبحت روسيكادا وأستورا من ممتلكات ماسينيسا ملك نوميديا فتطورت روسيكادا تطورا كبيرا خلال الفترة النوميدية وأصبحت تساهم في تحسين العلاقات التجارية بين الرومان ونوميديا وكانت تصدّر اللحوم والزيتون والثمار إلى الرومان وكل مستعمراتهم.
وبعد سقوط مملكة نوميديا عام 105 ق.م، أصبحت روسيكادا من المستعمرات الرومانية وكانت تسمى بـ (كولونيا فينيريا روسيكادا) ودخلت روسيكادا في الكونفدرالية الرومانية التي ضمت المدن المهمة سيرتا (قسنطينة)، ميلاف (ميلة) وشولو (القل) وتحول اسم تصفتصف إلى (ثابسوس)، وقام الرومان بمد روسيكادا بشبكات من الطرق تمدها بعدد من المدن من أجل تسهيل نقل المنتجات الزراعية وقد كانت المدينة قوية وثرية في عهد الأباطرة الأنطونيين (96-182 م)، حيث بلغ عدد سكانها الـ 100 ألف نسمة.
ومع قدوم الوندال انتهت نهاية مأساوية وعانت المدينة كثيرا إلى أن هدمت عام 439م ودمرت مرة أخرى عام 533م على يد آخر ملوك الوندال بعد انحطاطها وتدهورها. وفي القرن الـ 7 م دخل إليها العرب المسلمون وأسموها رأس سكيكدة.

## النشاط الاقتصادي
تحظى ولاية سكيكدة بنشاط اقتصادي هام فهي تحتضن أكبر مصفاة بترول في الجزائر وافريقيا تابعة للشركة الحكومية سوناطراك بالإضافة إلى ميناء تجاري واستراتيجي هام كما تضم الولاية منطقتين صناعيتين هامتين واحدة في منطقة حمروش حمودي والأخرى في منطقة حمادي كرومة
كما أن الولاية تتميز بنشاط زراعي مهم يعتمد أساسا على زراعة الفراولة والخضروات وبالدرجة الأولى الطماطم بالإضافة إلى الحبوب والحمضيات.

## التقسيم الإداري

التقسيم الإداري لولاية سكيكدة

انبثقت ولاية سكيكدة عن التقسيم الإداري لسنة 1974 وتتكون من 13 دائرة و38بلدية.

### الدوائر
| - دائرة سكيكدة - دائرة الحدائق - دائرة رمضان جمال - دائرة الحروش - دائرة سيدي مزغيش | - دائرة عزابة - دائرة بن عزوز - دائرة تمالوس - دائرة القل | - دائرة زيتونة - دائرة عين قشرة - دائرة أولاد عطية - دائرة أم الطوب |  |

### البلديات
| - سكيكدة - حمادي كرومة - فلفلة - الحدائق - بوشطاطة - عين زويت - رمضان جمال - بني بشير - الحروش - صالح بوالشعور | - أمجاز الدشيش - زردازة - أولاد أحبابة - سيدي مزغيش - عين بوزيان - بني ولبان - عزابة - السبت - لغدير - جندل | - عين شرشار - بن عزوز - المرسى - بكوش لخضر - تمالوس - الكركرة - بين الويدان - القل - بني زيد | - الشرايع - زيتونة - قنواع - عين قشرة - الوجلة بوالبلوط - أولاد عطية - خناق مايون - وادي الزهور - أم الطوب |  |

## السكان
| ذكور   | فئة عمرية     | إناث   |
| ------ | ------------- | ------ |
| 1٬687  | 85 سنة وأكثر  | 1٬817  |
| 2٬773  | 80 إلى 84 سنة | 2٬694  |
| 5٬306  | 75 إلى 79 سنة | 5٬381  |
| 6٬837  | 70 إلى 74 سنة | 7٬122  |
| 8٬849  | 65 إلى 69 سنة | 9٬130  |
| 11٬319 | 60 إلى 64 سنة | 10٬740 |
| 15٬576 | 55 إلى 59 سنة | 14٬380 |
| 18٬574 | 50 إلى 54سنة  | 17٬774 |
| 19٬582 | 45 إلى 49 سنة | 19٬519 |
| 27٬189 | 40 إلى 44 سنة | 26٬975 |
| 31٬698 | 35 إلى 39 سنة | 32٬608 |
| 37٬049 | 30 إلى 34 سنة | 37٬700 |
| 46٬024 | 25 إلى 29 سنة | 45٬518 |
| 49٬364 | 20 إلى 24 سنة | 50٬170 |
| 49٬635 | 15 إلى 19 سنة | 48٬385 |
| 43٬092 | 10 إلى 14 سنة | 41٬505 |
| 36٬691 | 5 إلى 9 سنوات | 35٬292 |
| 40٬957 | 0 إلى 4 سنوات | 39٬308 |
| 188    | غير معروف     | 269    |

## الولاة
حاليا السيدة حورية مداحي

## التعليم الجامعي
تضم هذه الولاية العديد من الجامعات ومؤسسات التعليم الجامعي، منها:
- جامعة 20 أوت 1955م [6]

## صحة
- مستشفى سكيكدة.
- مستشفى الحروش.
- مستشفى الكولو.
- مستشفى العزبة.
- مستشفى تمالوس.

## وصلات أخرى

### وصلات داخلية
- دائرة سكيكدة
- بلدية سكيكدة ومدينتها

### وصلات خارجية
- الموقع الرسمي لولاية سكيكدة
- موقع إذاعة سكيكدة الجهوية: البث الحي هنا.
- أخبار سكيكدة
- ميناء سكيكدة